# André Plisson
Pour les articles homonymes, voir Plisson.
 (juillet 2014).
Si vous disposez d'ouvrages ou d'articles de référence ou si vous connaissez des sites web de qualité traitant du thème abordé ici, merci de compléter l'article en donnant les références utiles à sa vérifiabilité et en les liant à la section « Notes et références ».
André Plisson, né le 22 juillet 1929 à Seigy (Loir-et-Cher) et mort le 27 août 2015 à Charenton-le-Pont (Val-de-Marne), est un peintre et lithographe français.

## Biographie
André Plisson habite un temps à Reugny, en Indre-et-Loire puis son père devient directeur d'une laiterie à Dreux (Eure-et-Loir) où il demeure avec son épouse, au 116, rue Saint-Martin. 
Sur les conseils d'un enseignant qui le voit sans cesse réaliser des croquis, ses parents le font entrer à l'école des beaux-arts de Tours en 1945. Il y est l'élève de Mathurin Méheut et y reçoit son enseignement jusqu'en 1949, année où il entre à l'École des beaux-arts de Paris dans l'atelier de Jean Dupas. Il y rencontre en 1951 Edmond Heuzé qui remplace Jean Dupas devant s'absenter pour une intervention chirurgicale, et enseigne à ses élèves le portrait et Raymond Legueult. 
Il découvre l'Espagne en 1954, lors d'un premier séjour à la Casa de Velázquez rendu possible grâce à une bourse de voyage.
En avril 1955, il part effectuer vingt sept mois de service militaire, dont huit mois en Algérie, près de Bou Saâda. 
Il épouse Geneviève Folie-Desjardins en octobre de la même année et voit naître son premier enfant, Hugues, en 1956. Il obtient en 1956 le deuxième second prix de Rome avec Jeunes filles sortant de la mer, et le prix de la Casa de Velázquez en 1956.
Il rentre à Paris en juillet 1957 et s'installe à Madrid à la Casa de Velázquez.
Son amour pour ce pays aux lumières chaudes et aux terres brûlées grandit jusqu'à lui insuffler ses thèmes principaux. Dès 1958, après avoir habité Madrid, il déménage pour la province d'Alicante, où il loue une finca de 25 hectares, isolée dans la nature. Il revient à Paris avec sa famille un an plus tard, en octobre 1959. Son besoin d'être au plus près de cette nature aride et nourricière le fait revenir pour six mois dans sa finca andalouse, en 1960, année de son retour définitif à Paris.
Il expose à la seconde Biennale de Paris en 1961 et s'ensuivent de nombreuses expositions en France et à l'étranger (Espagne, Suisse, Corée, Japon, USA, Mexique, Russie, Allemagne…). La galerie Epona accueille ses œuvres pour une exposition particulière en 1962, à Paris, puis il expose en permanence à la galerie Motte (Genève) et à la galerie Bonaparte (Paris).
Victime d'un grave accident de voiture, il reste quatre mois sans pouvoir peindre. La passion ne le quitte pas pour autant, mais il va peu à peu expérimenter une manière plus fluide, plus minimaliste. Il obtient successivement le prix Othon Friesz, et le prix Eugène Carrière, en 1963. L'année suivante il quitte la galerie Epona pour entrer à la galerie Bernier, dirigée par Janine Marvaud. Il va ensuite alterner les expositions en France et au Panama (en 1966), en Belgique (1967), au Luxembourg (1968 et 1970), en Allemagne (1969)…
On lui décerne le grand prix des beaux-arts de la ville de Paris en 1966.
Il obtient un poste de professeur à l'École supérieure des arts appliqués Duperré à Paris en 1970. Il y dispense des cours de mosaïques et se voit confier les cours permettant de devenir plasticien architectural.
Il reçoit la médaille d'or du Salon des artistes français et le prix du Salon de la ville du Bourget en 1978. 
Il a un second enfant, Gwendoline, avec Hélène Boucher, jeune femme rencontrée en 1975 et qu'il épouse en juin 2004. Ils retournent chaque année en Espagne, en Andalousie, à Madrid, à Alicante et à Benidorm.
Tout au long de sa vie, André Plisson exposera dans le monde entier : Suède, Japon, Pays-Bas, Chine, Russie, Italie, Portugal, Corée, Liban…
La Fondation Taylor lui décerne son grand prix en 2002.
Professeur honoraire et chevalier des palmes académiques, il se consacre à la peinture acrylique. Il est sociétaire au Salon d'automne et au Salon de la Société nationale des beaux-arts. Il expose chaque année au Salon d'automne et au Salon du dessin au Grand Palais.
Il partage son temps entre Charenton-le-Pont, où il avait son atelier depuis cinquante ans, et Moronval, petit village proche de Dreux, où se trouve l'ancienne maison de ses parents. L'une des pièces lui sert de nouvel atelier.
Au fil des années, des amitiés se sont tissées avec d'autres peintres de sa génération comme Claude Dechezelle.

## Style
André Plisson peint et interroge cette matière qui garde tant de secret. Claude Leguen résume avec poésie cet attachement charnel : « Plisson est un paysan et peint comme à Vouvray on travaille la vigne. Il a le poids de la terre dans les reins, dans ses mains…[réf. nécessaire] ». Il décrit ainsi la première époque du peintre, lorsque ses toiles, peintes à l'huile, incarnaient l'essence de l'Espagne des années 1950 et 1960. 
Plus tard, dès la fin des années 1960, l'artiste peint dans la matité de l'acrylique, joue avec la subtilité des dégradés de gris colorés. Sûr de son métier, sa peinture renonce aux effets par exigence. Chaque détail du tableau n'existe que par rapport à l'ensemble. Ainsi les corps à l'Antique se fondent avec harmonie dans leur environnement. Sa palette faussement monochrome contribue à l'unité de la composition.

## Illustrations
- Alexandre Dumas, Paris Grenade, illustré de 25 lithographies d'André Plisson, tirées sur les presses à bras de Jacques Gourdon, 15 exemplaires imprimés sur Auvergne, 115 exemplaires sur Arches, 1965.

## Expositions

### En France
- 1959 : Dreux, musée
- 1961 : Biennale de Paris avec Baigneuse, collection galerie Dravant à Paris ; Salon d'automne ; Le Havre, galerie Jacques Hammon
- 1962 : galerie Epona, « La Gourmandise » (exposition collective)
- 1963 : galerie Paul Walsh à Tours (exposition collective) ; galerie Epona (Paris), galerie Bonaparte (Paris)
- 1964 : 331 Gallery à La Nouvelle Orléans (exposition collective)
- 1964 : French Gallery à Houston (exposition collective)
- 1991 : Fondation Taylor ; Salon du dessin
- 2004 : Salon d'Automne à l'Espace Charenton, invité d'honneur
- 2004 : Salon de la Société nationale des beaux-arts

### Expositions internationales
- Espagne
  - 1958 : Madrid, Casa de Velázquez
  - 1959 : Benidorm, Museo de la Villa (exposition personnelle)
  - 1965 : Madrid, Galeria Biosca (exposition personnelle)
  - 1967 : Soria, galerie S.A.A.S (exposition personnelle)
  - 1991 : Santander, Fondation Santillana, « Figuration critique »
  - 1993 : Santander, Fondation Santillana, « Figuration critique »
- New Mexico
  - 1964 : Mesilla, The Poeter Gallery
- Panama
  - 1966 : ambassade de France (exposition personnelle)
- États-Unis
  - 1964 : New Orleans, 331 Gallery
  - 1964 : Houston, French Gallery
  - 1991 : Washington, ambassade de France
- Suisse
  - 1964 : Genève, galerie Motte (exposition personnelle)
- Belgique
  - 1967 : Bruxelles, galerie Altaïr (exposition personnelle)
- Luxembourg
  - 1968 : Luxembourg, galerie Bradké (exposition personnelle)
  - 1970 : Luxembourg, galerie Bradké (exposition personnelle)
- Allemagne
  - 1969 : Wuppertal, galerie Raumkunst (exposition personnelle)
  - 1980 : Francfort, galerie de l'aéroport
- Suède 
  - 1979 : Göteborg, galerie Kontsalong (exposition personnelle)
  - 1981 : Göteborg, galerie Kontsalong (exposition personnelle)
- Japon
  - 1981 : International Artists Society
- Pays-Bas
  - 1983 : Amsterdam, galerie de l'aéroport Schiphol
- Chine
  - 1983 : Pékin, musée des beaux-arts, « Artistes français »
- Russie
  - 1986 : Moscou, musée Pouchkine, « Artistes français »
  - 1986 : Leningrad, musée de l'Ermitage
  - 1991 : Moscou, musée d'art contemporain, « Figuration critique »
  - 1991 : Leningrad, salle de l'Union des artistes, « Figuration critique »
- Italie
  - 1990 : Pise, « Figuration critique »
- Danemark
  - 1991 : Copenhague, « Figuration critique »
- Portugal
  - 1994 : Obidos, « Figuration critique »
  - 1999 : Quinta das Cruzadas, Sintra, « Figuration critique »
  - 2000 : Quinta das Cruzadas, Sintra, « Figuration critique »
- Corée
  - 1994 : Séoul, Dongah Gallery, « Peintures contemporaines de France »
  - 1995 : Pusan, Dong Baek Art Center
- Liban 
  - 1996/1997 : Beyrouth, « Artistes sans frontières »
- Yougoslavie
  - 1997 : Pozarevac, galerie Milena Pavlovic-Barilli
- Serbie
  - 2001, groupe du Salon d'automne

## Récompenses
- 1956 : deuxième second prix de Rome, prix Léon-Bonnat (Institut de France)
- 1957 : prix de la Casa de Velázquez
- 1963 : grand prix Othon-Friesz, prix Eugène-Carrière
- 1966 : grand prix des beaux-arts de la Ville de Paris
- 1978 : prix du Salon de la Ville du Bourget
- 1981 : médaille d'or du Salon des artistes français, prix Bastien-Lepage (Institut de France), prix de la Fondation Taylor
- 1982 : prix Louis-Brénot
- 1985 : grande médaille de la ville de Mantes-la-Jolie
- 1991 : prix du Conseil général du Val-d'Oise
- 1992 : prix de la Ville de Colombes
- 1993 : prix Aujame
- 1994 : prix Finez Plannard Fondation Taylor
- 1997 : prix Marie Matra Fondation Taylor
- 2001 : prix Taylor
- 2002 : grand prix de la Fondation Taylor

## Collections publiques
- Musée des beaux-arts de La Rochelle
- Dreux
- Mulhouse
- Paris :
  - École nationale supérieure des beaux-arts
  - musée d'art moderne de la ville de Paris
- École des beaux-arts de Tours
- Madrid, Casa de Velázquez